# Smålands runinskrifter 155
Runinskrift Sm 155 är en runsten i Bötterum, Långemåla socken och Högsby kommun i Småland. 

## Stenen
Stenen hittades 1936 i en mosse och har senare rests på Bötterums hembygdsgård, 500 meter norr om fyndplatsen. Där står den på en gräsmatta framför manbyggnaden.
Runstenen är avslagen och den övre delen har aldrig påträffats. På den nedre delen finns runor i band som har omarkerade avslut. Runstensstilen är RAK och materialet består av ljusgrå granit. 
Runinskriften lyder i translittererad former enligt nedan:

## Inskriften
Runsvenska: uti : lit : s... ... faþur sin : ku... ...
Nusvenska: "Udde lät sätta ... fader sin. Gud (?) ..."
Frågetecknet efter "Gud" har att göra med att runorna ku på den aktuella platsen också kan tänkas vara inledningen på adjektivet "god" (goðan).

### Fotnoter
1. 1 2 3  Informationsskylt vid Sm 155 (Riksantikvarieämbetet)
2. ↑  Ragnar Kinander, 1935-1961, Smålands runinskrifter
3. 1 2  FMIS (Riksantikvarieämbetet) (2009-07-08)
4. ↑  Samnordisk runtextdatabas, Rundata för Windows (2009-03-01)